# カルダモミン
カルダモミン（cardamomin、またはカルダモニン cardamonin）は、Alpinia hainanensis（海南ハナミョウガ）およびAlpinia conchigeraを含む複数の植物から単離されたカルコノイドである。ヒトの健康に有益な可能性がある。